# The Struggle (film 1913 Melford)
The Struggle è un cortometraggio muto del 1913 diretto da George Melford. Il nome del regista appare anche tra quello degli interpreti insieme a Carlyle Blackwell, Marin Sais, William H. West e Paul Hurst.

## Trama
Trama in (EN)  di Moving Picture World  su IMDb

## Produzione
Il film fu prodotto dalla Kalem Company.

## Distribuzione
Distribuito dalla General Film Company, il film - un cortometraggio in due bobine - uscì nelle sale cinematografiche statunitensi il 25 giugno 1913.